# Saleby övra socken

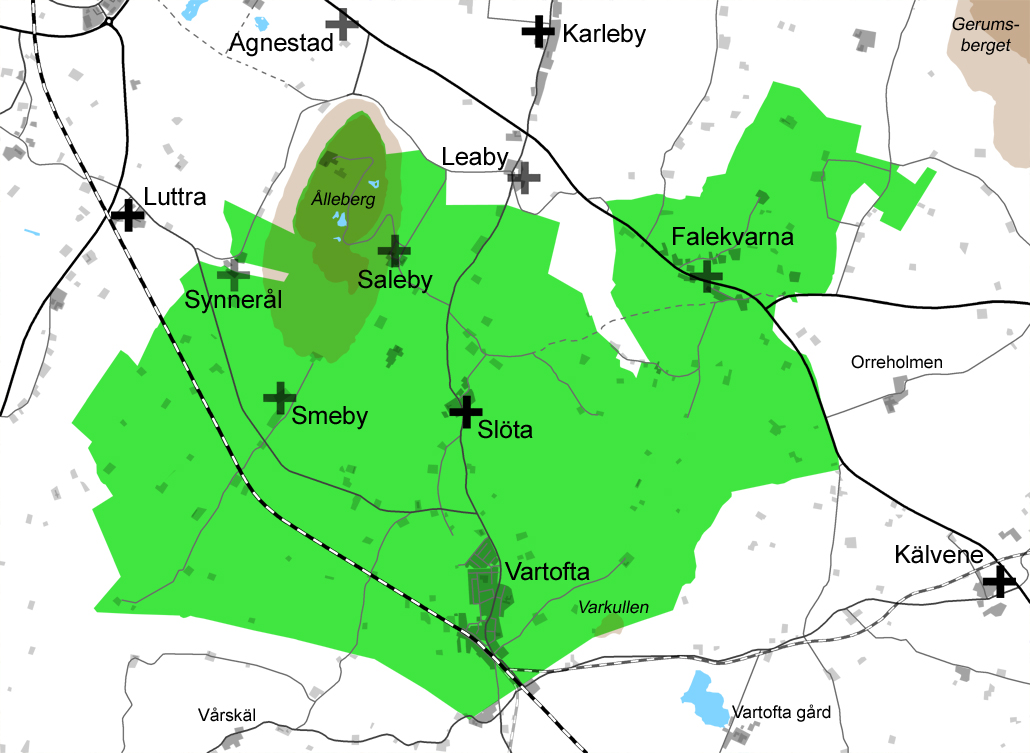
Kyrkorna i Slöta socken

Saleby eller Saleby övra var en socken i Vartofta härad i Västergötland. Den ingår nu i Falköpings kommun i den del av Västra Götalands län som tidigare ingick i Skaraborgs län.
Under medeltiden ingick socknen i Ållebergs fjärding av Vartofta härad. Omkring 1545 införlivades Saleby övra i Slöta socken. Kyrkan låg 2 kilometer nordväst om Slöta kyrka, invid nuvarande Saleby gård.